# Nếp lồi

Biểu đồ một nếp uốn lồi.

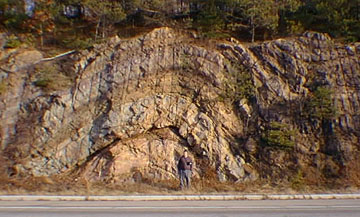
Một nếp uốn lồi với nếp uốn lõm thấy được ở mé xa bên phải- USGS. Người đang đứng trước nếp uốn dùng để định kích thước.

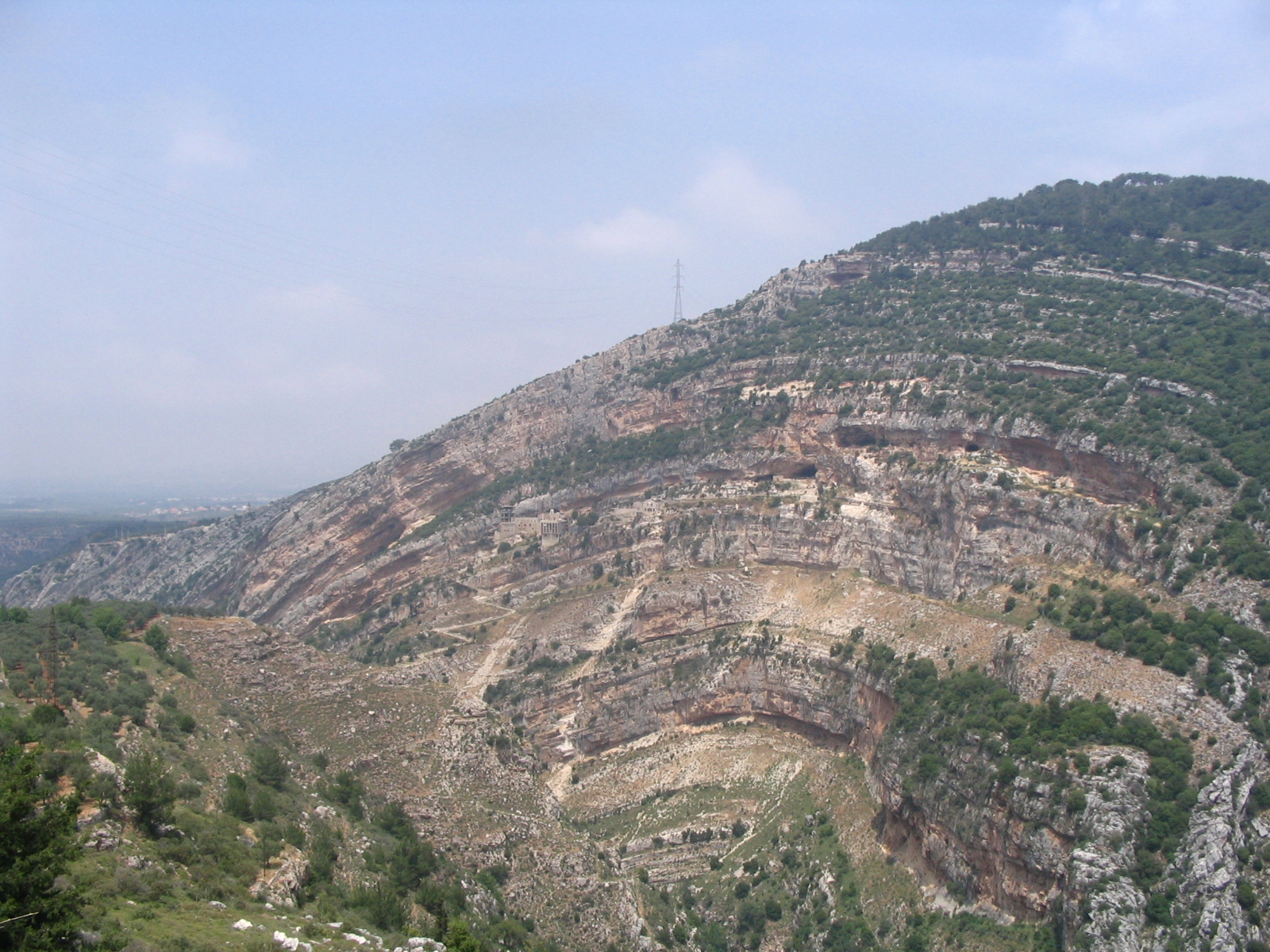
Nếp uốn lồi gần Bcharre, Liban.

Trong địa chất cấu tạo, nếp uốn lồi hay gọi tắt là nếp lồi là một nếp uốn có phần đỉnh nhô lên trên và đá cổ nhất thì nằm ở nhân nếp uốn.
Trên bản đồ địa chất, các nếp lồi thường được nhận biết dựa trên thứ tự các lớp đá như các lớp đá có tuổi từ trẻ đến cổ hướng vào tâm của nếp uốn, do nhân nếp uốn được nâng lên và bị bào mòn. Hướng cắm của các lớp đá sẽ hướng ra xa tâm nếp uốn.
Các nếp lồi thường nằm cạnh các nếp lõm mặc dù các đứt gãy có thể làm cho chúng trở nên phức tạp nhưng vẫn có thể thấy được mối quan hệ giữa chúng. Các nếp uốn thường được hình thành do quá trình biến dạng dẻo của lớp vỏ Trái Đất liên qua đến các hoạt động kiến tạo như quá trình tạo núi.